# Поляков, Владимир Соломонович
Влади́мир Соломо́нович Поляко́в (1 декабря 1909, Санкт-Петербург — 14 февраля 1979, Москва) — русский советский сценарист, писатель-сатирик и драматург.

## Биография
С 1926 по 1929 год учился на литературном отделении Высших курсов искусствоведения в Ленинграде. Начал печатать свои произведения с 1926 года. Драматургическую деятельность начал в 1928 году. С 1941 по 1943 год был художественным руководителем 1-го фронтового театра миниатюр «Весёлый десант». Являлся автором пьес для театра кукол и молодёжных драматических театров, эстрадных обозрений, монологов для эстрадных актёров, фельетонов, либретто оперетт. Автор нескольких книг.
С 1959 года возглавлял Московский театр миниатюр. Самые известные работы связаны с Аркадием Райкиным: фильм «Мы с вами где-то встречались» (сценарий), миниатюры «Зелёная шапочка», «Гостиница „Москва“».
В кино дебютировал в середине 1950-х годов: фильм Эльдара Рязанова «Карнавальная ночь», сценарий к которому Поляков написал совместно с Борисом Ласкиным, прошёл по экранам страны с большим успехом.
По воспоминаниям Варлена Стронгина, монологи Полякова, исполненные Аркадием Райкиным, затрагивали острые социальные проблемы. В театр миниатюр Поляков пригласил Дмитрия Деранкова, Марка Захарова, Зиновия Высоковского, Рудольфа Рудина, Владимира Высоцкого и других актёров, для которых писал свои программы.
Временами он поразительным образом угадывал психологию ошалелого чиновника, и тогда у него рождались неожиданные и гомерически смешные вещи.
С 1962 по 1967 год жил в ЖСК «Советский писатель»: 2-я Аэропортовская улица, д. 16, корпус 3 (с 1969: Красноармейская улица, д. 23) с женой,  Людмилой Павловной Поляковой (р. 1936).
Похоронен на Кунцевском кладбище.

## Фильмография
- 1954 — «Мы с вами где-то встречались» (автор сценария)
- 1956 — «Карнавальная ночь» (автор сценария)
- 1956 — «Она вас любит!» (автор сценария)
- 1958 — «Девушка с гитарой» (автор сценария и текстов песен)
- 1959 — «Не имей 100 рублей…» (автор сценария)
- 1969 — «Старый знакомый» (автор сценария)